# Alexander Ketzer
Alexander Ketzer (* 10. November 1993 in Ostfildern-Ruit, Baden-Württemberg) ist ein deutscher Biathlet.
Aktuell ist er Mitglied im B2-Kader des Deutschen Skiverbandes (DSV).
Ketzer wurde mit 16 Jahren am Skiinternat Furtwangen aufgenommen. Nach seinem Abitur 2012 wurde er Mitglied der Sportfördergruppe der Bundeswehr und ist seitdem in der Junioren-Nationalmannschaft. Seit dem Frühjahr 2014 gehört er dem B2-Kader des DSV an und trainiert am Bundesstützpunkt in Ruhpolding. Er startet für die SZ Uhingen und lebt und trainiert am Stützpunkt in Ruhpolding.

## Erfolge
- Junioren-Weltmeister mit der Staffel, 2014 Presque Isle (USA)
- Europäischen Jugendspielen (EYOWF)— Bronzemedaille, 2011 Tschechien
- Deutscher Meister im Sprint in Clausthal-Zellerfeld, 2010
- Deutsche Juniorenmeisterschaften:
  - 1. Platz mit der Staffel, 2012 Oberhof[2]
  - 1. Platz mit der Staffel, 2013 Großer Arbersee
  - 1. Platz im klassischen Sprint, 2013 Ruhpolding
  - 1. Platz im Einzel, 2014 Altenberg[3]
  - 2. Platz im Einzel, 2012 Oberhof[4]
  - 2. Platz im Einzel, 2013 Großer Arbersee
  - 2. Platz mit der Staffel, 2014 Altenberg